# Anderson López
Anderson Mateo López (Renkum, 25 januari 1999) is een Nederlands voetballer van Dominicaanse afkomst die als aanvaller speelt voor Derde Divisieclub TEC.

## Carrière
Anderson López speelde in de jeugd van RVW, SBV Vitesse en AFC Ajax. In het seizoen 2016/17 zat hij één wedstrijd op de bank bij Jong Ajax, de met 2-0 gewonnen thuiswedstrijd tegen Jong FC Utrecht op 3 april 2017. In de zomer van 2017 vertrok hij naar AS Monaco, wat hem direct tot 2019 aan Cercle Brugge verhuurde. Door een knieblessure kwam hij het hele seizoen niet in actie. Cercle Brugge werd kampioen van de Eerste klasse B, en promoveerde naar de Eerste klasse A. López debuteerde voor Cercle op 26 september 2018, in de met 1-2 verloren bekerwedstrijd tegen KFCO Beerschot Wilrijk. Hij kwam in de 83e minuut in het veld voor Johanna Omolo. López maakte zijn competitiedebuut voor Cercle op 26 december 2018, in de met 0-1 verloren thuiswedstrijd tegen KAS Eupen. 
Medio 2019 keerde hij terug bij Monaco en na wat blessureleed keert Lopez in 2020 terug naar Nederland, waar hij aansluit bij N.E.C. 021. Ook daar houdt een blessure López enige tijd aan de kant, maar fit en hersteld sluit Lopez in het seizoen 2022/2023 in maart aan bij GVVV, waar oud-TEC-trainer Gery Vink de leiding heeft over de selectie.
In de zomer van 2023 sloot Anderson Lopez aan bij de selectie van TEC in Tiel.

### Statistieken
| Seizoen                     | Club            | Land           | Competitie      | Competitie | Competitie | Beker | Beker | Totaal | Totaal |
| Seizoen                     | Club            | Land           | Competitie      | Wed.       | Dlp.       | Wed.  | Dlp.  | Wed.   | Dlp.   |
| --------------------------- | --------------- | -------------- | --------------- | ---------- | ---------- | ----- | ----- | ------ | ------ |
| 2016/17                     | Jong Ajax       | Nederland      | Eerste divisie  | 0          | 0          | –     | –     | 0      | 0      |
| 2017/18                     | AS Monaco       | Monaco         | Ligue 1         | 0          | 0          | 0     | 0     | 0      | 0      |
| 2017/18                     | → Cercle Brugge | België         | Eerste klasse B | 0          | 0          | 0     | 0     | 0      | 0      |
| 2018/19                     | → Cercle Brugge | België         | Eerste klasse A | 1          | 0          | 1     | 0     | 2      | 0      |
| 2020/21                     | N.E.C.          | Nederland      | Eerste divisie  | 0          | 0          | 0     | 0     | 0      | 0      |
| Carrièretotaal              | Carrièretotaal  | Carrièretotaal | Carrièretotaal  | 1          | 0          | 1     | 0     | 2      | 0      |
| Bijgewerkt op 31 maart 2022 |                 |                |                 |            |            |       |       |        |        |